# Aalborg HIK
Le Aalborg HIK Volley-Ball est un club danois de volley-ball basé à Aalborg. Il évolue au plus haut niveau national (Elite Division).

## Palmarès
- Championnat du Danemark : 2001, 2002
- Coupe du Danemark : 1998, 1999, 2000, 2001, 2003

## Effectif de la saison en cours
Entraîneur : Thomas Pedersen  Danemark ; entraîneur-adjoint : Søren Ørgaard  Danemark
| Numéro | Nom                | Taille | Nationalité |
| 1      | Dennis HEISELBERG  | 1,96   | Danemark    |
| 2      | Jesper JENSEN      | 2,02   | Danemark    |
| 3      | Richard ZIEGLER    | 1,96   | États-Unis  |
| 4      | Thomas BACK        | 2,00   | Danemark    |
| 5      | Flemming OLUFSEN   | 2,04   | Danemark    |
| 6      | Niels KNUDSEN      | 1,90   | Danemark    |
| 7      | Jesper VILLADSEN   | 1,90   | Danemark    |
| 8      | Mikkel VESTERGAARD | 1,98   | Danemark    |
| 9      | Jeppe VESTERGAARD  | 1,96   | Danemark    |
| 10     | Jonas SØNDERGAARD  | 1,85   | Danemark    |
| 11     | Morten ØSTERGAARD  | 1,89   | Danemark    |
| 12     | Wilhelm ANDERSEN   | 2,04   | Danemark    |
| 13     | Christian PEDERSEN | 2,00   | Danemark    |